# Joana Choumali
Joana Choumali (Abiyán, 1974) es una fotógrafa independiente marfileña. Utiliza la fotografía para explorar cuestiones de identidad y diversidad de las culturas africanas. Su serie de 2014 Hââbré, the Last Generation documenta la última generación de africanos escarificados. En 2019 consiguió el Prix Pictet por su serie Ça va aller (Todo irá bien).

## Trayectoria
Choumali nació y creció en Abiyán. Estudió Artes Gráficas en Casablanca y trabajó como directora de arte en una agencia publicitaria antes de empezar su carrera de fotografía. Su estilo incluye retrato conceptual, documentales y técnica mixta. Gran parte de su trabajo gira en torno a África.
De niña, Choumali viajó a Adaou, una ciudad pequeña en el al sureste, para visitar su abuela, que era labradora y comerciante. A menudo sentía distancia cultural, porque no hablaban la misma lengua ni compartían experiencias vitales. Tras la muerte de su abuela en 2001, Choumali lamentó perder parte de su historia familiar y cuestionó su identidad africana. Esta experiencia inspiró en 2014 su serie de retratos, "Resilientes", dedicada a jóvenes mujeres africanas profesionales que también lucharon por conectarse con el pasado tradicional de su familia. El requisito único era que las mujeres tenían que llevar la ropa tradicional que utilizaban sus abuelas o familiares más mayores, enfatizando la relación entre pasado y presente.
A Choumali solía fascinarle ver personas de orígenes sociales diferentes mostrando con orgullo su escarificación facial en la Costa de Marfil, pero la práctica ha caído en desuso. Su libro de 2014  Hââbré, the Last Generation, documenta la última generación de africanos escarificados. “Hââbré” significa “escribir”, “señal” y “escarificación”; estas tres ideas comparten una sola palabra en Kõ, una lengua de Burkina Faso. La mayoría de las personas fotografiadas emigraron de Burkina Faso hace mucho tiempo, pero la escarificación les recuerda su país natal y su pasado. El proyecto reúne sus testimonios y cuenta su integración en la sociedad de Costa de Marfil.
En 2016, tras el atentado acaecido en Grand-Bassam, ciudad costera marfileña, Choumali fotografió a la desolación reflejada en la gente que paseaba pensativa y en los paisajes testigos de la tragedia. Usando su teléfono móvil para pasar desapercibida, las fotografías resultantes fueron impresas en algodón y cosidas por la artista. A este trabajo lo denominó Ça va aller y fue reconocido con el premio Pictet tres años después.
Es colaboradora de medios como Africa Report, Le Monde y Forbes Afrique.

## Publicaciones
- Hââbré, the Last Generation. Fourthwall, 2016. Incluye un ensayo de Azu Nwagbogu.
- Bitter Chocolate Stories. Netherlands: Paradox, 2017. Por Choumali y Marijn Heemskerk.

## Exposiciones
- Hââbré, the Last Generation, Skin Deep, Troppenmuseum de Culturas Mundiales, Ámsterdam, 2014
- Hââbré, the Last Generation, Photoquai Biennale, "Somos familia" Museo Quai Branly, y Torre Eiffel, París, 2015[8]
- Résilientes, Photolux Festival, Sacro e profano, Lucca, Italia, 2015[9]
- Hââbré, the Last Generation, exposición individual, 50 Golborne Gallery, Londres, 2016[10]
- Rencontres de Bamako Festival, Bamako, Malí, 2017[11]
- It still feels like the right time, Sperone Westwater, Nueva York, 2022.[12]

## Premios
- 2014: LensCulture Premio al Talento Emergente, para Hââbré, the Last Generation[13]
- 2014: POPCAP '14 Premio Africa para Hââbré, the Last Generation[14][15]
- 2016: Fundación Magnum Fondo de Emergencia, para la serie "Sissi Barra"[16]
- 2016: Premio literario Fourthwall, para Hââbré, the Last Generation[17]
- 2019: Prix Pictet, para su serie Ça va aller (Todo irá bien)[18]